# Styracura
Styracura is een geslacht van kraakbeenvissen uit de familie van de zoetwaterroggen (Potamotrygonidae). Het is het enige geslacht uit deze familie dat in zoutwater leeft en het enige geslacht uit de onderfamilie Styracurinae. 

## Soorten
- Styracura pacifica (Beebe & Tee-Van, 1941)
- Styracura schmardae (Werner, 1904) – Chuparapijlstaartrog